# دو میوی
دو میوی (انگلیسی: Đỗ Mười؛ زادهٔ ۲ فوریهٔ ۱۹۱۷ – درگذشتهٔ ۱ اکتبر ۲۰۱۸) سیاست‌مدار کمونیست ویتنامی بود. او در اواخر دهه ۱۹۴۰ در سلسله مراتب حزبی ترقی کرد و در هفتمین کنگره حزب کمونیست ویتنام به عنوان دبیرکل کمیته مرکزی انتخاب شد. او خط مشی خلف خود را از طریق رهبری جمعی و سیاست اصلاح اقتصادی نگوین وان لین ادامه داد. او به مدت دو دوره به عنوان دبیرکل انتخاب شد ولی در ۱۹۹۷ در پلنوم سوم کمیته مرکزی هشتم در دوره دوم خود این منصب را ترک کرد.
دو میوی در ۱۲ آوریل ۲۰۱۸، در بیمارستان نظامی در شهر هانوی بستری شد. دو میوی در ۱ اکتبر ۲۰۱۸ بعد از یک دوره طولانی بیماری در سن ۱۰۱ سالگی درگذشت. او در زمان مرگ پیرترین رهبر پیشین جهان و پیرترین نخست‌وزیر پیشین ویتنام بود.